# مک‌لارن ام‌پی۴-۲۹
مک‌لارن ام‌پی۴–۲۹ (به انگلیسی: ‎McLaren MP4-29‎) یک خودروی مسابقه‌ای فرمول یک بود که توسط تیم گاس، مت موریس، نیل اوتلی و مارسین بادکوفسکی طراحی شد و توسط مک‌لارن برای شرکت در مسابقات فرمول یک فصل ۲۰۱۴ ساخته شد. کوین مگنوسن و جنسون باتن رانندگانی بودند که در این فصل با این خودرو رانندگی کردند.
پیشرانهٔ این خودرو از نوع وی۶ ‎۹۰°‎ توربو با حجم ۱۶۰۰ سی‌سی بوده و جعبه‌دندهٔ آن ۸ دنده به‌صورت نیمه‌خودکار بود.
این خودرو مجموعاً در ۱۹ مسابقه شرکت کرد، اما موفق به کسب پیروزی نشد.